# Maria Teresa di Borbone-Spagna
Maria Teresa di Spagna (in spagnolo María Teresa Isabel Eugenia del Patrocinio Diega de Borbón y Habsburgo, infanta de España; Madrid, 12 novembre 1882 – Madrid, 23 settembre 1912) fu infanta di Spagna del casato dei Borbone per nascita e principessa e duchessa di Baviera per matrimonio.

## Biografia
Maria Teresa era la seconda figlia femmina di Alfonso XII di Spagna, e della sua seconda moglie, Maria Cristina d'Asburgo-Teschen. Venne battezzata nella cappella del palazzo reale dal cardinale Bianchi. La sua madrina era l'imperatrice d'Austria, Elisabetta di Baviera, rappresentata dalla nonna materna l'arciduchessa Elisabetta Francesca. Aveva quattro anni quando suo padre morì. Dopo alcuni mesi dalla morte del padre nacque suo fratello Alfonso. 

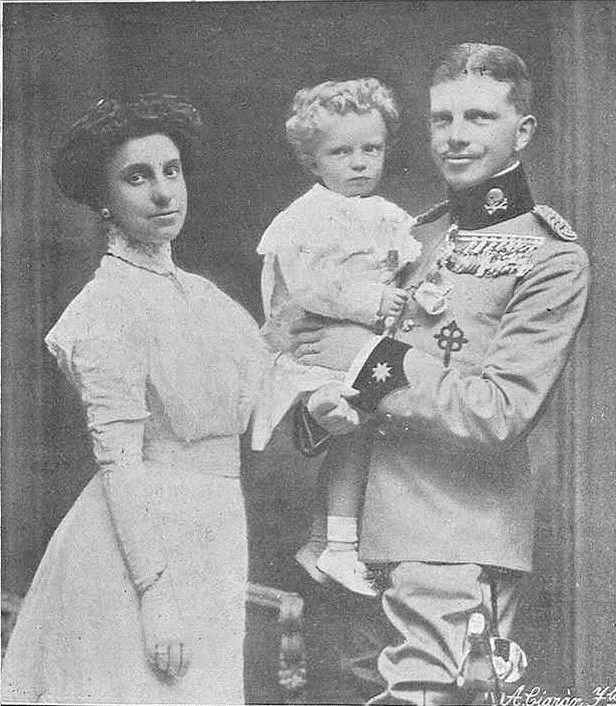
Maria Teresa e Ferdinando, con il figlio Luigi Alfonso nel gennaio del 1909.

## Matrimonio
Sposò, il 12 gennaio 1906 nella cappella del Palazzo Reale di Madrid, il suo primo cugino Ferdinando di Baviera (1884-1958), figlio maggiore del principe Ludovico Ferdinando di Baviera e dell'infanta Maria de la Paz di Borbone-Spagna. A Ferdinando venne concesso il titolo di infante di Spagna e nel 1914 rinunciò ai suoi diritti di successione al trono bavarese.
Dal matrimonio nacquero quattro figli, tutti infanti di Spagna:
- Luigi Alfonso (1906-1983);
- Giuseppe Eugenio (1909-1966), sposò María de la Asunción Solange de Messía y Lesseps, ebbero quattro figli;
- Maria de las Mercedes (1911-1953), sposò Irakli Bagration-Mukhrani, ebbero due figli;
- Maria del Pilar (1912-1918).

L'Infanta Maria Teresa fondò nel 1912 la Corte d'Onore di Santa María la Real de la Almudena, una congregazione di dame dedita alla venerazione della Patrona di Madrid, e alla promozione di attività caritative. Questa congregazione continua ad essere attiva, attualmente (2020) con più di 2.500 donne. 

## Morte
Maria Teresa morì in seguito a delle complicanze durante il suo ultimo parto, il 23 settembre 1912 nella sua residenza a Madrid. Fu sepolta nella Pantheon de los Infantes del Monastero dell'Escorial il 25 di quello stesso mese. Suo marito si risposò poco dopo con una delle dame di compagnia della Regina Madre, di quattordici anni più grande di lui.

## Albero genealogico
|                                  |                         |                                       | Genitori                      |  |  | Nonni |  |  | Bisnonni                             |  |  | Trisnonni          |  |
|                                  |                         |                                       |                               |  |  |       |  |  | Francesco di Paola di Borbone-Spagna |  |  | Carlo IV di Spagna |  |
|                                  |                         |                                       |                               |  |  |       |  |  | Francesco di Paola di Borbone-Spagna |  |  | Carlo IV di Spagna |  |
|                                  |                         | Luisa di Borbone-Parma                |                               |  |  |       |  |  | Francesco di Paola di Borbone-Spagna |  |  |                    |  |
| Francesco di Borbone-Spagna      |                         |                                       |                               |  |  |       |  |  | Francesco di Paola di Borbone-Spagna |  |  |                    |  |
|                                  |                         | Carlotta di Borbone-Due Sicilie       | Francesco I delle Due Sicilie |  |  |       |  |  |                                      |  |  |                    |  |
|                                  |                         | Carlotta di Borbone-Due Sicilie       | Francesco I delle Due Sicilie |  |  |       |  |  |                                      |  |  |                    |  |
|                                  |                         | Carlotta di Borbone-Due Sicilie       | Isabella di Borbone-Spagna    |  |  |       |  |  |                                      |  |  |                    |  |
| Alfonso XII di Spagna            |                         | Carlotta di Borbone-Due Sicilie       |                               |  |  |       |  |  |                                      |  |  |                    |  |
|                                  |                         | Ferdinando VII di Spagna              | Carlo IV di Spagna            |  |  |       |  |  |                                      |  |  |                    |  |
|                                  |                         | Ferdinando VII di Spagna              | Carlo IV di Spagna            |  |  |       |  |  |                                      |  |  |                    |  |
|                                  |                         | Ferdinando VII di Spagna              | Maria Luisa di Borbone-Parma  |  |  |       |  |  |                                      |  |  |                    |  |
| Isabella II di Spagna            |                         | Ferdinando VII di Spagna              |                               |  |  |       |  |  |                                      |  |  |                    |  |
|                                  |                         | Maria Cristina di Borbone-Due Sicilie | Francesco I delle Due Sicilie |  |  |       |  |  |                                      |  |  |                    |  |
|                                  |                         | Maria Cristina di Borbone-Due Sicilie | Francesco I delle Due Sicilie |  |  |       |  |  |                                      |  |  |                    |  |
|                                  |                         | Maria Cristina di Borbone-Due Sicilie | Isabella di Borbone-Spagna    |  |  |       |  |  |                                      |  |  |                    |  |
| Maria Teresa di Borbone-Spagna   |                         | Maria Cristina di Borbone-Due Sicilie |                               |  |  |       |  |  |                                      |  |  |                    |  |
|                                  | Carlo d'Austria-Teschen | Leopoldo II d'Asburgo-Lorena          |                               |  |  |       |  |  |                                      |  |  |                    |  |
|                                  | Carlo d'Austria-Teschen | Leopoldo II d'Asburgo-Lorena          |                               |  |  |       |  |  |                                      |  |  |                    |  |
|                                  | Carlo d'Austria-Teschen | Ludovica di Borbone-Spagna            |                               |  |  |       |  |  |                                      |  |  |                    |  |
| Carlo d'Austria-Teschen          | Carlo d'Austria-Teschen |                                       |                               |  |  |       |  |  |                                      |  |  |                    |  |
|                                  |                         | Enrichetta di Nassau-Weilburg         | Federico di Nassau-Weilburg   |  |  |       |  |  |                                      |  |  |                    |  |
|                                  |                         | Enrichetta di Nassau-Weilburg         | Federico di Nassau-Weilburg   |  |  |       |  |  |                                      |  |  |                    |  |
|                                  |                         | Enrichetta di Nassau-Weilburg         | Luisa Isabella di Kirchberg   |  |  |       |  |  |                                      |  |  |                    |  |
| Maria Cristina d'Asburgo-Teschen |                         | Enrichetta di Nassau-Weilburg         |                               |  |  |       |  |  |                                      |  |  |                    |  |
|                                  |                         | Giuseppe d'Asburgo-Lorena             | Leopoldo II d'Asburgo-Lorena  |  |  |       |  |  |                                      |  |  |                    |  |
|                                  |                         | Giuseppe d'Asburgo-Lorena             | Leopoldo II d'Asburgo-Lorena  |  |  |       |  |  |                                      |  |  |                    |  |
|                                  |                         | Giuseppe d'Asburgo-Lorena             | Ludovica di Borbone-Spagna    |  |  |       |  |  |                                      |  |  |                    |  |
| Elisabetta d'Asburgo-Lorena      |                         | Giuseppe d'Asburgo-Lorena             |                               |  |  |       |  |  |                                      |  |  |                    |  |
|                                  |                         | Maria Dorotea di Württemberg          | Ludovico di Württemberg       |  |  |       |  |  |                                      |  |  |                    |  |
|                                  |                         | Maria Dorotea di Württemberg          | Ludovico di Württemberg       |  |  |       |  |  |                                      |  |  |                    |  |
|                                  |                         | Maria Dorotea di Württemberg          | Enrichetta di Nassau-Weilburg |  |  |       |  |  |                                      |  |  |                    |  |
|                                  |                         | Maria Dorotea di Württemberg          |                               |  |  |       |  |  |                                      |  |  |                    |  |

## Titoli, trattamento, onorificenze e stemma
- dalla data di nascita al matrimonio: "Sua altezza reale infanta Maria Teresa di Spagna"
- dalla data del matrimonio alla morte: "Sua altezza reale infanta Maria Teresa di Spagna, principessa e duchessa di Baviera"